# منتریو
منتریو (به اسپانیایی: Montorio, Burgos) یک شهرستان در اسپانیا است.